# Виханский, Олег Самуилович
Оле́г Самуи́лович Виха́нский (род. 27 апреля 1946 года, Москва) — советский и российский экономист, один из основоположников и лидеров российской школы менеджмента[уточнить]. Доктор экономических наук (1988), профессор, декан Высшей школы бизнеса МГУ имени М. В. Ломоносова, основатель и генеральный директор Института комплексных стратегических исследований (ИКСИ).

## Биография
В 1969 году окончил отделение экономической кибернетики экономического факультета МГУ имени М. В. Ломоносова.
В 1969—1972 годы учился в аспирантуре экономического факультета МГУ имени М. В. Ломоносова.
В 1973 году защитил диссертацию на соискание учёной степени кандидата экономических наук по теме «Организация управления в государственном секторе и фирмах Японии».
В 1988 году защитил диссертацию на соискание учёной степени доктора экономических наук по теме «Содержание и логика развития систем управления общественным производством».
С 1989 года — заведующий кафедрой управления общественным производством МГУ. Член Учёного Совета МГУ. Председатель Учёного Совета Высшей школы бизнеса МГУ.
В 1991—1992 — приглашённый профессор Высшей школы бизнеса Северо-Восточного университета.
В 1992, 1994—2001 годы — приглашённый профессор Высшей школы международного менеджмента Университета Аояма Гакуин.
В 2000—2003 годы — директор Высшей школы бизнеса МГУ имени М. В. Ломоносова.
С 2001 года — генеральный директор Института комплексных стратегических исследований (ИКСИ).
С 2003 года — декан Высшей школы бизнеса МГУ имени М. В. Ломоносова.
С 2004 года — генеральный директор АНО «Институт комплексных стратегических исследований и разработок (ИКСИР)».
С 2004 года — директор Фонда стратегических инициатив.
С 2005 года — генеральный директор ООО «Группа стратегических исследований Делфи».
Вице-президент ассоциации школ бизнеса ABEST-21. Член Экспертного Совета президентской программы по подготовке менеджеров. Член Наблюдательного Совета Благотворительного фонда поддержки культуры, науки, образования и здравоохранения «Вольное дело».
Действительный член Американской академии менеджмента.

## Награды и звания
- Орден Александра Невского (2024)[8]
- Орден Почёта (2005)[9]
- Орден Почётного Креста «За заслуги» Европейской Академии Наук
- Заслуженный работник высшей школы Российской Федерации (1996)[10]

## Научная деятельность
Основные направления научной деятельности — менеджмент и его развитие, стратегическое управление, бережливое производство, методика и содержание обучения управлению (разбор конкретных ситуаций, работа в малых группах). Автор учебников по менеджменту и стратегическому управлению, многократно переиздававшихся и ставших бестселлерами. Подготовил 12 кандидатов наук. Автор более 150 печатных работ.

### Научные труды
- «Исторический опыт развития системы управления хозяйством СССР» (т. I, 1988; т. II, 1989)
- «Проблемы развития управления общественным производством» (1991)
- «Менеджмент» (1993, 1996, 1999, 2005) в соавторстве с А. И. Наумовым
- «Менеджмент: человек, стратегия, структура, процесс» (1995)
- «Стратегическое управление» (1995, 1998, 1999)